# スーパーフィッシング グランダー武蔵
『スーパーフィッシング グランダー武蔵』（スーパーフィッシング グランダーむさし）は、『月刊コロコロコミック』で1996年11月号から2000年2月号まで連載された釣りを題材にした漫画および1997年4月2日から9月24日まで毎週水曜日17時00分から17時30分の時間帯においてテレビ東京系で放送された全25話の同名のアニメ。原作・藤本信行、作画・てしろぎたかし。『月刊コロコロコミック』の他に『別冊コロコロコミック』、『ハイパーコロコロ』にも連載されていた。
コミックは合計230万部売った。

## 概要
本作品は小学館と日本アニメーションの共同企画によるメディアミックス作品であり、原作はアニメ脚本家の藤本信行と日本アニメーション名義となっている。アニメの続編に1998年4月4日から同年12月26日まで毎週土曜日7時00分から7時30分の時間帯においてテレビ東京系で放送された『グランダー武蔵RV』（グランダーむさしレボリューション）がある（前作にあったスーパーフィッシングの題は無い）。全39話。
作中に登場するルアー及びタックルは村田基監修によるバンダイとのタイアップで商品展開され、全国の小中学生にバス釣りブームを巻き起こした。放送終了後にVHSでソフト化されているが再放送、DVD化はされていない。有料動画で視聴可能。
熊本朝日放送、テレビ大分でも遅れネットで放送されていた。
2020年3月より20周年を記念して、『コロコロアニキ』2020年春号および2020年夏号にて読み切り漫画を掲載。また、ルアーマガジン2020年4月号においても特集、漫画作画のてしろぎたかしとフィッシングアドバイザーの村田基との対談等の掲載が行なわれ、ウォーターランドよりGマスタールアーの一部モデルの復刻販売の開始がアナウンスされた。

## ストーリー
漫画は主に、「鬼道グループ編」・「伝説のルアー編」・「武蔵の祖父探索編」の3つに分けられる。それぞれ、「グランダー武蔵」「グランダー武蔵RV（レボリューション）」「グランダー武蔵EX（エクスプロージョン）」(RVの連載最終回の予告では次号から「グランダー武蔵1999」になると書かれていた)。これ以外にハイパーコロコロに掲載された「グランダー武蔵JS」がある。
アニメでは原則的に、初期が「鬼道グループ編」、RVが「伝説のルアー編」となっている。しかし、アニメが漫画に追いついてしまうため、ほとんどのストーリーはアニメオリジナルである。
鬼道グループ編
都会から田舎に引っ越してきた風間武蔵は、大森卓・星山澪、そしてミラクルジムと出会い、釣りの面白さに気づいていく。しかし、武蔵の才能に気づいた鬼道グループが武蔵をつけ狙うようになり、武蔵は「闇のトレーニングジム」へとつれさられてしまう。
伝説のルアー編
鬼道グループの闘いから1年後、武蔵は仲間とともに「伝説のルアー：レジェンダー」を見つけるべく、修行に明け暮れていた。古の伝えによると、全7つのレジェンダーを手に入れれば、世界の海を得ることができるという。武蔵と仲間、そしてライバルたちとのレジェンダー争奪戦が始まった。（アニメでは7つ全てを手に入れるところまで語られるが、漫画では3つまで語られて、残り4つのストーリーはない）
武蔵の祖父探索編
鬼道グループ消滅から半年がたった。しかし、武蔵の祖父と母は帰ってこない。祖父の古い日記帳を手がかりに、武蔵は祖父を探す旅に出た。最後には祖父と母と再会した武蔵。しかしその場所には、鬼道グループが最後に残した、恐るべき最終兵器が残されていた。

## 登場人物
風間武蔵（かざま むさし）声優 - 高乃麗
主人公。元々都会育ちで第1話で田舎に引っ越して来た時は現代っ子ならではの娯楽が全くない事に絶望していた。
子供達の唯一の娯楽と言える釣りに対しても全くのど素人であり、釣り自体を見下していたが、ジムの釣りを見て興味を示し、段々と釣りの魅力に取り憑かれていく。実は「キング・オブ・グランダー」こと瀧上元治の孫で、釣りに関しては天性の才能がある（最初のキャストでは教えられてもいないサミングを使った）。元気活発。曲がったことが大嫌いで、仲間思い。しかし、かなりのおっちょこちょいで、うぬぼれる面もある。釣りのときには、魚を殺さないことをモットーとしている。得意技は「グランダーウェーブ（後述のB.Bの技「飛龍波」を見様見真似でコピーしたもの）」・「スパイラルキャスト」など。釣ったときの掛け声は「フィーッシュ！！」。
使用するロッドは「セットアップ」などと声を発して自動変形した「グランダータックル」、RVでは封印されていた「ギガブレード」。
漫画で使われた主なルアーは「スケルトン（クランクベイト）」・「スケルトンG（クランクベイト）」・「キングオルカイザー（トップウォーター）」など。
レジェンダーでは「レジェンダーホーク（トップウォーター）」・「レジェンダーシャーク（ミノー）」・「ゴッドレジェンダー（バイブレーション）」を手に入れた。
アニメでの主なルアーは「オルカイザー（トップウォーター）」・「スケルトン」・「キングオルカイザー」など。
キングオルカイザーは他のルアーを一時的に取り込んで、そのルアーの特性（メリットとデメリット両方）をインストールしたりもできた。
レジェンダーでは「レジェンダーホーク」・「ゴッドレジェンダー」を手に入れた。
アニメ無印の最終回では、グランダーパワーで鬼道総帥に破壊された自然を元に戻した。また勝利後にはオルカイザーが巨大化して湖を泳ぎ、仲間からこの現象は「奇跡」「真のグランダーパワー」などと呼ばれていた。
星山澪（ほしやま みお）声優 - 山野さと子
ヒロインで、武蔵の友人。都会出身のお嬢様。釣りに関しては初心者。釣りのときはとにかく魚を第一に考えている。RVになるときに髪型を変え、背が大きくなった。武蔵に恋をする一方、アニメではユンに好かれている。ちなみに最初に釣った魚はナマズ。釣ったときの掛け声は「フィーッシュ！！」。
アニメ無印の最終回でルアーが「グランダーチェンジ」という声を発してピンク色のオルカイザーになった。
大森卓（おおもり すぐる）声優 - 水原リン（現：真山亜子）
武蔵の友人。実は武蔵より釣り歴は長い。食いしん坊。ルアー製作などメカニックに精通している。当初は澪のことが好きだったが、アニメではB・Bに恋をするようになる。釣ったときの掛け声は「フィーッシュ！！」。
アニメ無印の最終回でルアーが「グランダーチェンジ」という声を発して緑色のオルカイザーになった。
風間岳弘（かざま たけひろ）声優 - 真地勇志
武蔵の父。鬼道グループから逃れるために引越しを繰り返す。当初は武蔵が釣りをすることに反対していた。田舎の池の工事を止めるために建設会社をクビになったりもした。釣り雑誌の編集長と知り合いでもある。
風間鮎子（かざま あゆこ）声優 - 田中涼子
武蔵の母。釣りの王様：瀧上元治の娘で、魚を静止させる能力を持っている。（漫画版のみ）
白瀬サヤカ（しらせ サヤカ）声優 - 岡本麻弥
武蔵の学校の先生。学校のとなりの自宅には釣りの本がいっぱい。林間研修で来ている澪を預かったりもしていた。ミラクルジムに釣りを教えてもらった。
岩淵湖次郎（いわぶち こじろう）声優 - 石塚堅
武蔵の最初のライバル。関西弁で話す。正確なキャスティングが武器。関西のフィッシング大会を総なめにし、「蝶々返しの湖次郎」の異名を持つ。
ミラクル・ジム声優 - 辻谷耕史
武蔵に釣りを教えた人。実在のフィッシングアドバイザー・村田基（愛称・ジム）がモデルとなっている。RVでは武蔵たちを探すために、世界中を飛び回った。釣ったときの掛け声は「フィーッシュ！！」。
B・B声優 - 田野恵（現：田野めぐみ）
武蔵の仲間にしてライバル。中国人。
数少ない女の子だが性格は男勝り。当初は鬼道グループ四天王の一人だったが組織を抜け、武蔵を助けるようになる。
当初は武蔵を打倒すべく自分に好意を寄せていた卓を利用していたが、彼の心優しい人となりに惹かれて両思いになる。得意技は「飛龍波（ひりゅうは）」。釣ったときの掛け声は「征魚（せいぎょ）ー！！」など。
漫画でのルアーは「ドラゴンワーム（ワーム）」。
アニメでの主なルアーは「ドラゴンワーム」・「ドラゴトップ（トップウォーター：卓の製作）」など。
アニメでは「ドラゴンワーム」は「レジェンダードラゴン」の一部という設定。
レジェンダーは漫画・アニメとも「レジェンダードラゴン（スピナーベイト）」を手に入れた。
ブラッディ・ローズマリー声優 - 渕崎ゆり子
鬼道グループ四天王の一人。オカマ。日本語に訳すと「血まみれマリー」。漫画では組織を裏切り、四天王の地位を下ろされた。
アニメでは見た目が違い、魅惑的な女性として描かれた。オープニングでは桃色の髪なのだが、なぜか劇中では金髪である。
アニメでの主なルアーは、魚を引き付ける香りを発しつつ、模様のバラが実体化して他者の釣りを妨害する「ローズマリー（バイブレーション）」。漫画ではなし。
九鬼義隆（くき よしたか）声優 - 中田和宏
鬼道グループ四天王の一人。九鬼水軍の末裔。元・世界アングラー選手権のチャンピオンでもある。武蔵に「スケルトンナイン（クランクベイト）」を渡した。RVでは正体を隠し、Mr.シャハラニと名乗っていた。
アニメでの主なルアーは「スケルトンナイン」。漫画ではなし。
服部正次（はっとり まさつぐ）声優 - 石塚堅
武蔵の友人にしてライバル。伊賀忍者の末裔。忍法を駆使した釣り方をする。女に弱い。几帳面でもある。九鬼Jrに対しては、敵対心を持っている。釣ったときの掛け声は「もらったー！！」（アニメのみ）。
漫画での主なルアーは「忍人（シノビート：バイブレーション）」など。
アニメでの主なルアーは「忍人」・「Gコブラ（ワーム）」など。
レジェンダーではアニメ・漫画とも「レジェンダースパイダー」を手に入れた。
ユン声優 - 亀井芳子
武蔵の友人にしてライバル。ベトナム出身。当初は卑怯な戦法を使っていたが、武蔵たちと出会い、改心した。自然児なのでジャングルなどには慣れている。澪に想いをよせている。釣ったときの掛け声は「きたかー！！」（アニメのみ）。
漫画・アニメでのルアーは「ぎょろっち（バイブレーション）」・「トップクラーケン（トップウォーター）」など。
レジェンダーでは漫画・アニメとも「レジェンダーシザー（クランクベイト）」を手に入れた。
チュエット声優 - 村井かずさ
ユンのペット。「チュエット」としか鳴かない。
チャン・メイメイ声優 - 村井かずさ
中国の釣技選手権で武蔵たちと出会った美少女。ルアーのコントロールに秀でており、離れた空き缶にシュート出来るかどうかで村人相手に賭けをしていた。武蔵のことが大好きになる。主なルアーは「きんぎょっち」。
カール・アマン声優 - 結城比呂
武蔵の友人でありライバル。国籍・年齢不詳。元は純粋な人間だったが実験中の事故でサイボーグとなった。当初は命をなんとも思っていなかったが、RVである少女と出会い、改心した。実は女に弱い。血はまずいため、蚊には刺されない。使用する道具はメカニックなものばかり。釣ったときの掛け声は「ゲットォ！！」（アニメのみ）。
漫画での主なルアーは「ブレードフィッシュ」・「ギガバスクランク（クランクベイト）」。
アニメでの主なルアーは「ギガバスクランク」・「ギガバスバイブ（バイブレーション）」など。
レジェンダーは、漫画では「レジェンダーエンジェル」、アニメでは「レジェンダーシャーク」を手に入れた。
九鬼Jr声優 - 岡野浩介
武蔵のライバル。本名は、漫画では「九鬼四郎」、アニメでは「九鬼四郎義隆（中国編トーナメント表参照）」。九鬼義隆の息子だが父親を軽蔑している。カール同様、命をなんとも思わない。ユン・正次とはかなり喧嘩している。かなりの筋力の持ち主でラインの太さは30ポンド（普通は12ポンドから14ポンド）。得意技は「ヘル・ダイバー」。釣ったときの掛け声は「ゲェェットォォ！！」（アニメのみ）。漫画とアニメではかなり性格が違う。漫画では正々堂々としているが、アニメではかなり卑怯。アニメ最終回では、デビルレジェンダーに操られてしまい、命を落としかける。最後に父親と和解。
ロッドとルアーには掛け声と共にボタンを押すと電撃が走ってルアーが変身するギミックが装備されている。
アニメ・漫画でのルアーは「スケルトンミノー（ミノー）」・「スケルトンキング（ディープダイバー）」など。
レジェンダーは、アニメでは「デビルレジェンダー（卑怯な方法などで手に入れた場合、レジェンダーはデビルとなり、持ち主はマインドコントロールされてしまう）」→「レジェンダーエンジェル」。漫画ではなし。
ワルター・フォン・カネリ声優 - 立木文彦
鬼道グループ四天王の一人。事故で瀕死に陥ったカールをサイボーグにすることで救い、その事でカールからは信頼されている。
鬼道幻吾総帥（きどう げんご）声優 - 横山智佐
鬼道グループ総帥。かなりの巨体。ローズマリーと引き換えに、武蔵を四天王にしようとした。最終的には自己の欲望が祟り、命を落とした。漫画より先に登場したアニメでは、仮面で顔を隠しているが、どう見ても女性。
アニメ無印の最終回ではルアー「スケルトンダイバー」で爆発を起こしてキング・オブ・グランダーの乗る小舟を燃やし、自然を破壊して湖の主を怒らせて釣ろうとしていた。
瀧上元治（たきがみ げんじ）声優 - 茶風林
武蔵の祖父。「キング・オブ・グランダー」と称される「釣りの王様」。鬼道グループとの対戦を避けるために隠れていた。
ナレーション声優 - 立木文彦

## スタッフ
括弧（ ）内に特に説明のないスタッフは、第1期・第2期共通。
- 画 - てしろぎたかし
- 案 - 藤本信行
- 企画 - 本橋寿一・佐藤昭司（第1,2期）、大野実（第1期）
- 監督 - 鈴木孝義
- キャラクターデザイン - 加瀬政広（第1期）→平岡正幸・入好さとる（第2期）
- 美術監督 - 千葉みどり（第1,2期）、小林雅代・石山由紀（第2期）
- 色彩設計 - 大平敬志
- 撮影監督 - 森下成一（第1期）
- 編集 - 名取信一・寺野剛（第1期）、浜宇津妙子（第1,2期）、村井秀明（第2期）
- 音楽 - 淡海悟郎
- フィッシングアドバイザー - 村田基
- 製作管理 - 中島順三（第1,2期）、遠藤重夫（第2期）
- エグゼクティブプロデューサー - 本橋浩一
- プロデューサー - 村瀬由美（第1期）→岩田牧子（第1,2期）、高城一典・遠藤重夫（第1期）→小水流正勝・小林正彦（第2期）
- 連載 - 月刊コロコロコミック、別冊コロコロコミック
- 製作 - テレビ東京（第1,2期）、読売広告社（第1期）、日本アニメーション（第1,2期）、創通映像（第2期)

## 主題歌
スーパーフィッシング グランダー武蔵
オープニングテーマ「素敵な時間」
作詞・作曲・編曲・歌 - The Pip Pops
エンディングテーマ「今日は何色」
作詞・作曲・編曲・歌 - The Pip Pops

グランダー武蔵RV（レボリューション）
オープニングテーマ「CHASE THE WIND」
作詞・作曲・歌 - COA(高取ヒデアキ&高取伸和) / 編曲 - COA、渡部チェル
エンディングテーマ「キミに負けないように」
作詞 - 及川眠子 / 作曲 - TA,COOL / 編曲 - 京田誠一 / 歌 - 山野さと子

## 各話リスト
| 話数                                | サブタイトル                        | 脚本                                | 絵コンテ                            | 演出                                | 作画監督                            | 放送日                              | 収録VHS                             |
| スーパーフィッシング グランダー武蔵 | スーパーフィッシング グランダー武蔵 | スーパーフィッシング グランダー武蔵 | スーパーフィッシング グランダー武蔵 | スーパーフィッシング グランダー武蔵 | スーパーフィッシング グランダー武蔵 | スーパーフィッシング グランダー武蔵 | スーパーフィッシング グランダー武蔵 |
| ----------------------------------- | ----------------------------------- | ----------------------------------- | ----------------------------------- | ----------------------------------- | ----------------------------------- | ----------------------------------- | ----------------------------------- |
| 1                                   | 水辺の超人                          | 藤本信行                            | 鈴木孝義                            | 鈴木孝義                            | 岡迫亘弘                            | 1997年 4月2日                       | VOL.1                               |
| 2                                   | 段々溜まりの主                      | 藤本信行                            | 松浦錠平                            | 松浦錠平                            | 工藤柾輝                            | 4月9日                              | VOL.1                               |
| 3                                   | 湖次郎とのバス対決                  | 藤本信行                            | 辻伸一                              | 藤本次郎                            | 加瀬政広                            | 4月16日                             | VOL.1                               |
| 4                                   | 父ちゃんとの勝負                    | 藤本信行                            | 大庭秀昭                            | 大庭秀昭                            | 寺沢伸介                            | 4月30日                             | VOL.1                               |
| 5                                   | 釣りにはまったミオ                  | 藤本信行                            | 高瀬節夫                            | 高瀬節夫                            | 原憲一                              | 5月7日                              | VOL.1                               |
| 6                                   | スケルトンルアー                    | 藤本信行                            | 山吉康夫                            | 山吉康夫                            | 高橋英吉                            | 5月14日                             | VOL.2                               |
| 7                                   | もっと上手くなりたい                | 藤本信行                            | 藤本次郎                            | 藤本次郎                            | 岡迫亘弘                            | 5月21日                             | VOL.2                               |
| 8                                   | 謎の美少女BB登場                    | 藤本信行                            | 松浦錠平                            | 松浦錠平                            | 工藤柾輝                            | 5月28日                             | VOL.2                               |
| 9                                   | ドラゴンワームの秘密                | 藤本信行                            | ワタナベシンイチ                    | 鈴木孝義                            | 加瀬政広                            | 6月4日                              | VOL.2                               |
| 10                                  | グランダータックル                  | 小松崎康弘                          | 大庭秀昭                            | 大庭秀昭                            | 寺沢伸介                            | 6月11日                             | VOL.2                               |
| 11                                  | 新たなるパートナー                  | 小松崎康弘                          | 高瀬節夫                            | 高瀬節夫                            | 野口大蔵                            | 6月18日                             | VOL.3                               |
| 12                                  | メカバスに挑戦                      | 藤本信行                            | 矢部秋則                            | 矢部秋則                            | 高橋英吉                            | 6月25日                             | VOL.3                               |
| 13                                  | 湿原の巨大魚イトウ                  | 小松崎康弘 藤本信行                 | 鈴木輪流郎                          | 藤本次郎                            | 岡迫亘弘                            | 7月2日                              | VOL.3                               |
| 14                                  | ローズマリーの甘い罠                | 藤本信行                            | 松浦錠平                            | 松浦錠平                            | 工藤柾輝                            | 7月9日                              | VOL.3                               |
| 15                                  | かあちゃんからの伝言                | 藤本信行                            | 藤本次郎                            | 藤本次郎                            | 加瀬政広 朝倉隆                     | 7月16日                             | VOL.3                               |
| 16                                  | 逃げてきたBB                        | 藤本信行                            | 石山タカ明                          | 松浦錠平                            | 寺沢伸介                            | 7月23日                             | VOL.4                               |
| 17                                  | 仲間っていいな                      | 藤本信行                            | 高瀬節夫                            | 高瀬節夫                            | 野口大蔵                            | 7月30日                             | VOL.4                               |
| 18                                  | 最高のプレゼント                    | 藤本信行                            | 芹川有吾                            | 西本由紀夫                          | 高橋英吉                            | 8月6日                              | VOL.4                               |
| 19                                  | バスが見えない                      | 小松崎康弘                          | 鈴木輪流郎                          | 鈴木輪流郎                          | 岡迫亘弘                            | 8月13日                             | VOL.4                               |
| 20                                  | 白銀の騎士GT                        | 井上敏樹                            | 松浦錠平                            | 松浦錠平                            | 工藤柾輝                            | 8月20日                             | VOL.4                               |
| 21                                  | 南海のGT対決                        | 井上敏樹                            | 藤本次郎                            | 藤本次郎                            | 加瀬政広 朝倉隆                     | 8月27日                             | VOL.5                               |
| 22                                  | 巨大シーバスを狙え                  | 藤本信行                            | 大庭秀昭                            | 大庭秀昭                            | 寺沢伸介                            | 9月3日                              | VOL.5                               |
| 23                                  | 鮭を救え                            | 藤本信行                            | 高瀬節夫                            | 高瀬節夫                            | 野口大蔵                            | 9月10日                             | VOL.5                               |
| 24                                  | 元治じいちゃんの教え                | 池田眞美子                          | 矢部秋則                            | 渡辺正彦                            | 高橋英吉                            | 9月17日                             | VOL.5                               |
| 25                                  | 鬼道VS武蔵最後の死闘                | 藤本信行                            | 鈴木輪流郎                          | 鈴木輪流郎                          | 加瀬政広 朝倉隆                     | 9月24日                             | VOL.5                               |
| グランダー武蔵RV                    |                                     |                                     |                                     |                                     |                                     |                                     |                                     |
| 1                                   | 聖なる封印ギガブレード!             | 藤本信行                            | 鈴木孝義                            | 山崎友正                            | 小泉謙三                            | 1998年 4月4日                       | VOL.1                               |
| 2                                   | 小さなうらぎりもの                  | 池田眞美子                          | 大庭秀昭                            | 石川敏浩                            | 工藤柾輝                            | 4月11日                             | VOL.1                               |
| 3                                   | 待ちうける危険な罠!                 | 藤本信行                            | 大町繁                              | 大町繁                              | 小林勝利                            | 4月18日                             | VOL.1                               |
| 4                                   | 正次、絶体絶命!                     | 池田眞美子                          | 高瀬節夫                            | 腰繁男                              | 陳偉文                              | 4月25日                             | VOL.1                               |
| 5                                   | カールVS水の勇者                    | 藤本信行                            | 新田義方                            | 石橋すすむ                          | アベ正巳                            | 5月2日                              | VOL.2                               |
| 6                                   | ミオちゃんの危機                    | 池田眞美子                          | 津田義三                            | 津田義三                            | 小泉謙三                            | 5月9日                              | VOL.2                               |
| 7                                   | 聖なる湖での決戦                    | 藤本信行                            | 石川敏浩                            | 石川敏浩                            | 工藤柾輝                            | 5月16日                             | VOL.2                               |
| 8                                   | 水の勇者を釣り上げろ!               | 池田眞美子                          | 細田雅弘                            | 大町繁                              | 小林勝利                            | 5月23日                             | VOL.2                               |
| 9                                   | ギガブレードを追いかけろ!           | 藤本信行                            | 腰繁男                              | 腰繁男                              | 陳偉文                              | 5月30日                             | VOL.3                               |
| 10                                  | BBとの再会                          | 池田眞美子                          | 遠藤克巳                            | 石崎すすむ                          | 小川みずえ                          | 6月6日                              | VOL.3                               |
| 11                                  | 青龍門の戦い                        | 池田眞美子                          | 津田義三                            | 津田義三                            | 小泉謙三                            | 6月13日                             | VOL.3                               |
| 12                                  | 意外な強敵                          | 藤本信行                            | 石山タカ明                          | 石川敏浩                            | 工藤柾輝                            | 6月20日                             | VOL.3                               |
| 13                                  | 心のポイント                        | 山下久仁明                          | 天川五月                            | 天川五月                            | 小川夏美                            | 6月27日                             | VOL.4                               |
| 14                                  | 朱雀門の戦い                        | 池田眞美子                          | 腰繁男                              | 腰繁男                              | 陳偉文                              | 7月4日                              | VOL.4                               |
| 15                                  | 九鬼Jrの策略                        | 山下久仁明                          | 遠藤克巳                            | 山内富夫                            | 小川みずえ                          | 7月11日                             | VOL.4                               |
| 16                                  | 傷ついたBB                          | 池田眞美子                          | 細田雅弘                            | 宮崎一哉                            | 小泉謙三                            | 7月18日                             | VOL.4                               |
| 17                                  | デビルレジェンダー                  | 藤本信行                            | 吉川浩司                            | 石川敏浩                            | 工藤柾輝                            | 7月25日                             | VOL.5                               |
| 18                                  | 武蔵VSBB                            | 藤本信行                            | 腰繁男                              | 腰繁男                              | 陳偉文                              | 8月1日                              | VOL.5                               |
| 19                                  | 玄武の門                            | 山下久仁明                          | 鈴木卓夫                            | 鈴木卓夫                            | 新谷憲                              | 8月8日                              | VOL.5                               |
| 20                                  | 飛龍波VS水龍波                      | 藤本信行                            | 細田雅弘                            | 真野玲                              | 竹島照子                            | 8月15日                             | VOL.5                               |
| 21                                  | 謎の美少女マーリン                  | 藤本信行                            | 津田義三                            | 山内富夫                            | 小川みずえ                          | 8月22日                             | VOL.6                               |
| 22                                  | ニフルヘイムの巨人                  | 池田眞美子                          | 石川敏浩                            | 石川敏浩                            | 工藤柾輝                            | 8月29日                             | VOL.6                               |
| 23                                  | ギャラル滝の老人                    | 山下久仁明                          | 腰繁男                              | 腰繁男                              | 陳偉文                              | 9月5日                              | VOL.6                               |
| 24                                  | 裏切られた心                        | 藤本信行                            | 鈴木卓夫                            | 鈴木卓夫                            | 新谷憲                              | 9月12日                             | VOL.6                               |
| 25                                  | 古代文字の秘密                      | 池田眞美子                          | 細田雅弘                            | 岡崎ユキオ                          | 竹島照子                            | 9月19日                             | VOL.7                               |
| 26                                  | カールの決意                        | 池田眞美子                          | 小林孝志                            | 雄谷将仁                            | 福島喜晴 藤岡正宣                   | 9月26日                             | VOL.7                               |
| 27                                  | シャハラニからの招待状              | 藤本信行                            | 石川敏浩                            | 石川敏浩                            | 工藤柾輝                            | 10月3日                             | VOL.7                               |
| 28                                  | フェアプレイ                        | 藤本信行                            | 腰繁男                              | 腰繁男                              | 陳偉文                              | 10月10日                            | VOL.7                               |
| 29                                  | 天使の翼を持つ魚                    | 池田眞美子                          | 鈴木卓夫                            | 鈴木卓夫                            | 新谷憲                              | 10月17日                            | VOL.8                               |
| 30                                  | ライバルの資格                      | 池田眞美子                          | 津田義三                            | 岡崎ユキオ                          | 竹島照子                            | 10月24日                            | VOL.8                               |
| 31                                  | 最後のトマホーク                    | 池田眞美子                          | 福本潔                              | 福本潔                              | 福島喜晴 藤岡正宣                   | 10月31日                            | VOL.8                               |
| 32                                  | ゴッドレジェンダー                  | 池田眞美子                          | 石川敏浩                            | 石川敏浩                            | 工藤柾輝                            | 11月7日                             | VOL.8                               |
| 33                                  | 巨大遺跡の謎                        | 藤本信行                            | 津田義三                            | 腰繁男                              | 陳偉文                              | 11月14日                            | VOL.9                               |
| 34                                  | おせっかいなやつら                  | 藤本信行                            | 津田義三                            | 高島信三郎                          | 工藤柾輝                            | 11月21日                            | VOL.9                               |
| 35                                  | 乾いた湖                            | 池田眞美子                          | 細田雅弘                            | 細田雅弘                            | 平岡正幸                            | 11月28日                            | VOL.9                               |
| 36                                  | 目覚めた怪魚                        | 池田眞美子                          | 福本潔                              | 福本潔                              | 福島喜晴 藤岡正宣                   | 12月5日                             | VOL.9                               |
| 37                                  | 黄金の戦士                          | 池田眞美子                          | 津田義三                            | 石川敏浩                            | 工藤柾輝                            | 12月12日                            | VOL.10                              |
| 38                                  | 甦った悪魔                          | 藤本信行                            | 津田義三                            | 腰繁男                              | 陳偉文                              | 12月19日                            | VOL.10                              |
| 39                                  | 伝説を継ぐ者達                      | 藤本信行                            | 津田義三                            | 高島信三郎                          | 平岡正幸                            | 12月26日                            | VOL.10                              |

## 関連商品

### Gマスタールアー
『グランダー武蔵』のタイアップ商品としてバンダイから発売されていたルアー。アニメや漫画に登場したものを再現している。
| Gマスタールアー一覧             | Gマスタールアー一覧                  | Gマスタールアー一覧 | Gマスタールアー一覧 | Gマスタールアー一覧                                                               |
| ルアー名                        | ルアータイプ                         | カラー              | 当時価格(税別)      | 備考                                                                              |
| ------------------------------- | ------------------------------------ | ------------------- | ------------------- | --------------------------------------------------------------------------------- |
| オルカイザー                    | トップウォーター                     | 全3色+ビデオ付属版  | 1200円              |                                                                                   |
| スケルトンナイン                | クランクベイト                       | -                   | 1200円              | スケルトンクランクとして復刻。全11色                                              |
| ジースケルトン                  | クランクベイト                       | 全3色               | 1200円              |                                                                                   |
| キングオルカイザー              | トップウォーター                     | 全3色               | 1500円              |                                                                                   |
| ギガバスバイブ                  | バイブレーション                     | 全3色               | 1200円              |                                                                                   |
| ギガバスクランク                | クランクベイト                       | 全3色               | 1200円              |                                                                                   |
| シノビート                      | バイブレーション                     | 全3色               | 1200円              |                                                                                   |
| スケルトンキング                | シャッド                             | 全3色               | 1500円              |                                                                                   |
| スケルトンミノー                | ミノー                               | 全3色               | 1200円              | 同名で復刻。全10色                                                                |
| スケルトンジュニア              | クランクベイト                       | 全3色               | 1200円              |                                                                                   |
| トップクラーケン                | トップウォーター                     | 全3色               | 1200円              |                                                                                   |
| ドラゴニックワーム              | ワーム                               | 全3色               | 1200円(一袋5本入り) | アニメ・漫画では『ドラゴンワーム』と呼称されていた                                |
| ぎょろっち                      | バイブレーション                     | 全3色               | 1200円              |                                                                                   |
| ぱんだろん                      | フローティング                       | 全3色               | 1000円              |                                                                                   |
| ブラッディーローズ              | バイブレーション                     | 全3色               | 1200円              |                                                                                   |
| ナイトポッパー                  | ポッパー                             | 全3色               | 1200円              |                                                                                   |
| ジーコブラワーム                | ワーム                               | -                   | 700円(一袋5本入り)  |                                                                                   |
| ニュージーコブラワーム          | ワーム                               | 全3色               | 700円(一袋5本入り)  |                                                                                   |
| グランダービー                  | トップウォーター                     | 全3色               | 1200円              |                                                                                   |
| レジェンダーホーク              | トップウォーター                     | 全3色               | 1500円              |                                                                                   |
| レジェンダーシャーク            | ミノー                               | 全3色               | 1500円              |                                                                                   |
| レジェンダードラゴン            | スピナーベイト                       | 全3色               | 1500円              |                                                                                   |
| レジェンダーシザー              | クランクベイト                       | 全3色               | 1500円              |                                                                                   |
| ゴッドレジェンダー              | バイブレーション                     | 全3色               | 1500円              |                                                                                   |
| キットルアー ギルドボーグ       | -                                    | -                   | -                   |                                                                                   |
| キットルアー バスターボーグ     | -                                    | -                   | -                   |                                                                                   |
| ツイストサンダー                | クランクミノー                       | 全3色               | 1500円              |                                                                                   |
| リザードテイル                  | ワーム                               | 全3色               | 700円(6本入り)      |                                                                                   |
| スケーティンファルコ            | ノイジー                             | 全3色               | -                   |                                                                                   |
| ファルコニックワーム            | ワーム                               | 全3色               | 700円(6本入り)      |                                                                                   |
| クランキングリザード            | -                                    | -                   | -                   |                                                                                   |
| タックル                        |                                      |                     |                     |                                                                                   |
| ギガブレード                    | クローズドフェイスリールロッド一体型 | -                   | 8800円              |                                                                                   |
| ジークロスリール                | クローズドフェイスリール             | -                   | 6500円              |                                                                                   |
| Gマスター グランダー武蔵ロッド- | -                                    | -                   | -                   |                                                                                   |
| シンカー                        |                                      |                     |                     |                                                                                   |
| JHCA公認シンカー 3個セット      | -                                    | -                   | 1500円              | 『グランダー武蔵』展開当時に催していた キャスティングゲームに使用するためのもの。 |

### その他
- コミック 『スーパーフィッシング グランダー武蔵』全10巻
- バス釣り解説書 『バスフィッシングレボリューション グランダー武蔵&ミラクルジム』
- アニメビデオ 『グランダー武蔵』全5巻
- アニメビデオ 『グランダー武蔵RV』全10巻
- ゲームボーイ用ゲームソフト 『グランダー武蔵RV』（1998年7月24日発売）
- アニメ無印の主題歌シングルCD 『グランダー武蔵』
- アニメ無印のキャラソングCD 『スーパーフィッシング グランダー武蔵 ソング・コレクション』
- アニメRVの主題歌シングルCD 『グランダー武蔵RV』
- アニメRVのサントラCD 『グランダー武蔵RV ソング&ミュージックコレクション』
- アニメRVのドラマCD 『グランダー武蔵RV 秘密の大放送 レジェンダー・ナイト』